# Storbritanniens Grand Prix 2008
Storbritanniens Grand Prix 2008 var det nionde av 18 lopp ingående i formel 1-VM 2008.

## Rapport
Heikki Kovalainen i McLaren tog pole position för första och enda gången i karriären före Mark Webber i Red Bull. Därefter startade Kimi Räikkönen i Ferrari,  Lewis Hamilton i McLaren, Nick Heidfeld i BMW och  Fernando Alonso i  Renault. VM-ledaren Felipe Massa i Ferrari startade från den nionde rutan med Robert Kubica i BMW snett bakom. 
Loppet, som på grund av varierande regn var mycket svårkört och hasardartat, vanns överlägset av Hamilton som för första gången vann ett lopp i sitt hemland. Kovalainen tog starten medan Hamilton körde om Webber och Räikkönen direkt och tog andraplatsen. Hamilton tog sig sedan förbi sin stallkamrat på femte varvet och dominerade därefter loppet i vätan. Hamilton vann loppet hela 68 sekunder före Heidfeld och 82 sekunder före Rubens Barrichello i Honda. Detta var för övrigt Barrichellos första pallplats sedan USA:s Grand Prix 2005. Tvåan och trean i loppet var de enda som inte varvades av segraren Hamilton. Resultatet i övrigt spetsade till ställningen i VM-tabellen där de tre främsta förarna nu hade exakt lika många poäng.

## Resultat

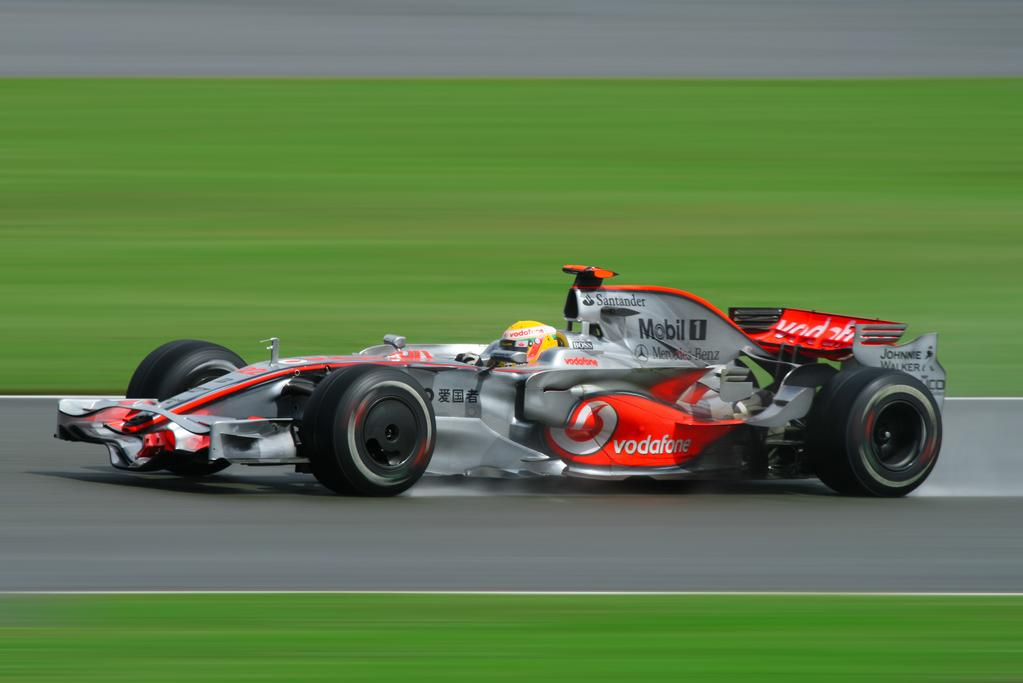
Lewis Hamilton vann loppet.

1. Lewis Hamilton, McLaren-Mercedes, 10 poäng
2. Nick Heidfeld, BMW, 8
3. Rubens Barrichello, Honda, 6
4. Kimi Räikkönen, Ferrari, 5
5. Heikki Kovalainen, McLaren-Mercedes, 4
6. Fernando Alonso, Renault, 3
7. Jarno Trulli, Toyota, 2
8. Kazuki Nakajima, Williams-Toyota, 1
9. Nico Rosberg, Williams-Toyota
10. Mark Webber, Red Bull-Renault
11. Sébastien Bourdais, Toro Rosso-Ferrari
12. Timo Glock, Toyota
13. Felipe Massa, Ferrari

### Förare som bröt loppet
- Robert Kubica, BMW (varv 39, snurrade av)
- Jenson Button, Honda (38, snurrade av)
- Nelsinho Piquet, Renault (35, snurrade av)
- Giancarlo Fisichella, Force India-Ferrari (26, snurrade av)
- Adrian Sutil, Force India-Ferrari (10, snurrade av)
- Sebastian Vettel, Toro Rosso-Ferrari (0, snurrade av)
- David Coulthard, Red Bull-Renault (0, snurrade av)